# Територијално море
Под територијалним морем се у међународном праву мора подразумева појас који се у одређеној ширини протеже дуж обале, од полазне линије у правцу отвореног мора. Права којима приобалне државе располажу у територијалном мору, протежу се и на ваздушни простор изнад територијалног мора, односно његово дно и подморје. У систему правне деобе мора, територијално море се налази између унутрашњих морских вода и отвореног мора (или искључиве економске зоне, ако је обална држава прокламовала).
Поседовање територијалног мора је инхерентно и независно од воље приобалне државе. Она тај појас стиче ipso iure, на основу саме чињенице да њену копнену територију запљускује море. У случају Грисбадарна (1909), Стални арбитражни суд је, расправљајући о цесији копнене територије Шведској, констатовао да „део поморске територије који сачињава недељиви продужетак ове копнене територије, аутоматски улази у цесију“.

## Ширина појаса
Док је поседовање територијалног мора обавезно и независно од воље државе, ширина овог појаса се одређује једностраним актима. Мада, како је то истакао Међународни суд правде у спору око риболова (1951), утврђивање „граница морских појасева не може зависити само од воље обалне државе“, питање ширине овог појаса је било предмет најразноврснијих захтева обалних држава.
Дуго времена је изгледало да су се захтеви држава ограничили на појас широк 3 наутичке миље (тзв. league marine rule). Но, већ на Хашкој конференцији 1930. године, дошло је до готово аритметичке поделе — на једној страни 18 држава, међу којима су се налазиле и највеће поморске силе, подржавало је правило о 3 н/м, а 17 држава, ваља придодати и СССР који је на конференцији присуствовао у својству посматрача, тражило је већу ширину — од 4 или 6 н/м. Женевска конвенција о територијалном мору и спољном морском појасу (1958) је на општи начин утврдила да се спољни морски појас, не може протезати преко 12 н/м од основне линије која служи за одређивање ширине територијалног мора. Другим речима, Конвенција није утврдила егзактну границу територијалног мора, већ је обалним државама оставила могућност да, зависно од тога да ли установљују спољни морски појас и у којој ширини, иду у одређивању територијалног мора до 12 н/м. Перспективе искоришћавања минералних богатстава мора навеле су неке земље у развоју да, због бојазни да остану кратких руку у деоби тих богатстава мора, прогласе територијално море до енормних 200 н/м (Еквадор, Бразил, Сијера Леоне).
Конвенција о праву мора (1982) одређује да обална држава има право установити своје територијално море до границе која не прелази 12 н/м мерено од полазне линије ( чл. 3 Конвенције).
Југословенски Закон о обалном мору и епиконтиненталном појасу из 1965. са изменама из 1979. предвиђао је ширину територијалног мора од 12 н/м.

## Правни режим
Територијално море налази се под сувереношћу обалне државе. У територијалном мору обална држава поседује низ права која чине биће суверенитета: врши законодавну, судску и полицијску власт; уређује пловидбу; обавља санитарни и царински надзор; располаже искључивим правом експлоатације поморског блага; искључиво право на каотажу, тј. редован превоз путника и робе између свих пристаништа исте државе; прописује поморски церемонијал и др.
Суверена власт обалне државе у територијалном мору није апсолутна, будући да трпи ограничења у облику права нешкодљивог или неофанзивног пролаза страних бродова. Ово ограничење наметнуто је обалним државама општим међународним правом и делује erga omnes.
Вршење права нешкодљивог пролаза може се привремено обуставити у одређеним зонама територијалног мора, уколико је та обустава неопходна са становишта заштите безбедности обалне државе. Обустава дејствује од момента објављивања на бази недискриминације страних бродова.
Пролаз територијалним морем обавља се у складу са правилима међународног права и интерним прописима.

### Страни ратни бродови
По позитивном законодавству кроз територијално море Савезне Републике Југославије, није могло у исто време пловити више од три ратна брода исте државне припадности. Стране подморнице за време проласка кроз територијално море дужне су биле пловити на површини мора и вијати заставу своје земље.
Ако страни ратни брод не поштује прописе које је обална држава донела о начину прелаза кроз њено територијално море, обална држава је овлашћена да захтева да тај брод одмах исплови из територијалног мора. Конвенција из 1982. предвиђа одговорност државе заставе ратног брода за сваки губитак или штету нанесену обалној држави због тога што ратни брод није поштовао међународна правила и националне прописе обалне државе о проласку територијалним морем ( члан 31. Конвенције).

#### Јурисдикција
Ратни брод као представник iure imperii не подлеже јурисдикцији обалне државе док се користи правом нешкодљивог пролаза. Чињеница да обална држава не може засновати јурисдикцију над ратним бродом, не значи да је ратни брод изузет од дејства законодавства обалне државе. Он је дужан поштовати законе и прописе обалне државе о проласку територијалним морем. Уколико те прописе крши, обална држава може прибећи репресивним мерама. У пракси, обална држава у таквим случајевима скреће пажњу команданту брода на повреду прописа, а ако такво упозорење остане без дејства, може захтевати да ратни брод одмах исплови из територијалног мора. Ако ратни брод предузима отворене непријатељске акте и доводи у питање безбедност обалне државе, допуштене су и мере законите самоодбране.
Имунитет од јурисдикције обалне државе поред ратних бродова уживају и други државни бродови који не служе у трговачке сврхе.

### Страни рибарски бродови
Страни рибарски брод био је дужан, приликом проласка кроз територијалне воде СРЈ, да рибарски прибор и опрему која служи за риболов држи у бродским складиштима или запечаћене. Био је дужан пловити најкраћим путем и без задржавања. Након дисолуције СРЈ, статус правног режима за стране рибарске бродове, наслеђен из националног морског законодавства СРЈ у национално морско законодавство Црне Горе, није познат (тј. да ли је остао исти или га је законодавац мењао).

### Страни трговачки бродови
С обзиром на то да је територијално море саставни део државне територије, важи основно правило да се страни трговачки брод, док плови територијалним морем, налази под јурисдикцијом обалне државе.

#### Кривична јурисдикција
Што се кривичне јурисдикције тиче, постоји извесна разлика зависно од тога да ли је кривично дело учињено за време проласка кроз територијално море, а да при том брод не улази у унутрашње морске воде, или је, пак, кривично дело учињено док је брод пловио територијалним морем након испловљавања из унутрашњих морских вода.
У првом случају кривична јурисдикција обалне државе заснивала би се у случајевима:
- ако се последице кривичног дела протежу и на обалну државу;
- ако се кривичним делом ремети јавни мир обалне државе и ред у територијалном мору;
- ако командант брода, конзуларни функционер или дипломатски агент државе којој брод припада затражи интервенцију органа обалне државе;
- ако се ради о сузбијању трговине опојним дрогама или психотропним материјама.[6]

Ако, пак, трговачки брод плови територијалним морем након испловљавања из унутрашњих морских вода, овлашћења обалне државе су шира и подразумевају могућност предузимања свих мера предвиђених националним законодавством (дакле, и узапћење брода долази у обзир).

#### Грађанска јурисдикција
Грађанска јурисдикција над страним трговачким бродом може се засновати у поводу преузимања мера извршења или мера обезбеђења, ако су те мере у вези са обавезама које је брод преузео, или у вези са одговорношћу коју је изазвао у току пловидбе кроз воде обалне државе (члан 20/2 Женевске конвенције). Међутим, обална држава не би смела зауставити нити скренути с пута страни брод који се користи правом нешкодљивог пролаза ради остваривања грађанске јурисдикције над лицем које се налази на броду.